# Pic de Mulats
El Pic de Mulats és una muntanya de 2.561 metres que es troba entre els municipis d'Alt Àneu, a la comarca del Pallars Sobirà i l'Arieja a França.